# C22H30N2O
化学式C22H30N2O（摩尔质量：338.495 g/mol）可以指：
- 开环芬太尼，CAS号：253342-66-4
- SR-16435，CAS号：857262-16-9
- 吡美诺（pirmenol），CAS号：68252-19-7 ，盐酸盐CAS号：61477-94-9

|  | 这个同类索引页列出了具有相同分子式的化学物（即同分異構體）条目。 除非您是有意链接至本页，否则应将相应条目的内部链接指向正确的条目。 |